# Ken Musgrave
Forest Kenton Musgrave (16 de setembro de 1955) é um cientista da computação estadunidense. Foi professor da Universidade George Washington.

## Publicações
- Texturing and Modeling: A Procedural Approach - F. Kenton Musgrave et al., 1998 - ISBN 0-12-228730-4
- Musgrave, F. Kenton (1993). «Methods for Realisitic Landscape Imaging» (PDF)